# Pondok Kacang Barat
Pondok Kacang Barat is een bestuurslaag in het regentschap Tangerang Selatan van de provincie Banten, Indonesië. Pondok Kacang Barat telt 19.698 inwoners (volkstelling 2010).